# Charles Perrault
Charles Perrault (/pɛˈroʊ/ perr-OH, hay US: /pəˈroʊ/ pə-ROH, tiếng Pháp: [ʃaʁl pɛʁo]; 12 tháng 1 năm 1628 – 16 tháng 5 năm 1703), ở Việt Nam còn được phiên âm thành Sác-lơ Pê-rôn, là một nhà văn người Pháp nổi tiếng, thành viên của Viện hàn lâm Pháp (Académie française). Ông là người đặt nền móng cho một thể loại văn học mới gọi là truyện cổ tích, với các tác phẩm có nguồn gốc từ truyện dân gian trước đó, và xuất bản trong cuốn sách Histoires ou contes du temps passé (Chuyện thời xưa) năm 1697. Những câu chuyện nổi tiếng nhất của ông bao gồm Le Petit Chaperon Rouge ("Cô bé quàng khăn đỏ"), Cendrillon (Cô bé Lọ Lem),  Le Maître chat ou le Chat bottom  ("Mèo đi hia"), La Belle au bois dormant ("Người đẹp ngủ trong rừng") và Barbe Bleue ("Lão râu xanh").
Một số phiên bản truyện cổ của Perrault đã tạo ảnh hưởng lên các phiên bản tiếng Đức của Anh em nhà Grimm xuất bản hơn 100 năm sau đó. Truyện của ông vẫn đang tiếp tục được in và chuyển thể sang hầu hết các định dạng giải trí. Perrault là một nhân vật có ảnh hưởng trong bối cảnh văn học Pháp thế kỷ 17, và là người đứng đầu của phe Hiện đại trong cuộc Tranh cãi giữa Cổ xưa và Hiện đại.

## Đời tư và công việc
Perrault sinh ngày 12 tháng 1 năm 1628 ở Paris trong một gia đình tư sản giàu có. Ông là con út trong gia đình có bảy anh chị em, cha của ông là của Pierre Perrault, luật sư ở Pháp viện tối cao Paris, và mẹ ông là bà Paquette Le Clerc. Ông theo học ở trường Collège de Beauvais ở Paris và học ngành luật, sau đó ông thôi học năm 1643 rồi bắt đầu dấn thân vào sự nghiệp phục vụ chính phủ, theo bước chân của cha và anh trai Jean.
Năm 1654, ông chuyển đến sống cùng với anh trai Pierre, anh trai ông đã mua lại vị trí trưởng phòng thu thuế của thành phố Paris. Khi Académie des Inscriptions et Belles-Lettres thành lập năm 1663, Perrault được bổ nhiệm làm thư ký và phục vụ dưới quyền Jean Baptiste Colbert, bộ trưởng tài chính của Vua Louis XIV. Jean Chapelain, Amable de Bourzeys, và Jacques Cassagne (thủ thư của nhà vua) cũng được bổ nhiệm cùng lúc.
Tháng 4 năm 1667, nhờ vào sức ảnh hưởng của bản thân với tư cách là phụ tá hành chính cho Colbert, ông đã có thể đưa anh trai Claude Perrault vào một ủy ban gồm ba người, gọi là Petit Conseil, những nhà thiết kế phần mới của Cung điện Louvre là Colonnade do Colbert giám sát, được xây dựng từ năm 1667 đến năm 1674, nhóm gồm Louis Le Vau và Charles Le Brun. Thiết kế này đã được Gian Lorenzo Bernini lựa chọn (Perrault kể lại trong cuốn Hồi ức rằng khi ông đang có những mối quan hệ sóng gió thì nghệ sĩ người Ý ở triều đình Louis năm 1665) và François Mansart. Một trong những yếu tố dẫn đến sự lựa chọn là do lo ngại về chi phí cao, và sự đối đầu cá nhân giữa Bernini và các thành viên hàng đầu của triều đình vua Louis, bao gồm cả Colbert và Perrault; bản thân Vua Louis cũng duy trì một bầu không khí nhân từ công khai đối với Bernini khi ra lệnh ban hành một ấn chương chân dung bằng đồng của hoàng gia để vinh danh nghệ sĩ vào năm 1674. Tuy nhiên, như Perrault mô tả thêm trong sách Hồi ký, cá nhân nhà vua không ưa gì trước những biểu hiện ngạo mạn của Bernini. Nhà vua tỏ ra không hài lòng với bức tượng nhà vua đang cưỡi ngựa do Bernini sáng tác nên ông đã ra lệnh phá hủy nó; tuy nhiên, các cận thần của nhà vua thuyết phục ông làm lại nó, với phần đầu phỏng theo vị anh hùng La Mã Marcus Curtius.
Năm 1668, Perrault viết La Peinture (Bức tranh) để vinh danh họa sĩ đầu tiên của nhà vua là Charles Le Brun. Ông cũng viết Courses de tetes et de bague (Head and Ring Races, 1670), nhằm lễ kỷ niệm năm 1662 mà Louis tổ chức cho nhân tình của ông là Louise-Françoise de La Baume le Blanc, nữ công tước La Vallière.
Năm 1669, Perrault khuyên Louis XIV nên xây ba mươi chín đài phun nước trong khu vườn Versailles, mỗi đài tượng trưng cho một trong những truyện ngụ ngôn của Aesop trong khu mê cung Versailles. Công việc được thực hiện từ năm 1672 đến năm 1677. Các tia nước phun ra từ miệng các loài động vật là dựa vào ý tưởng để trông như các sinh vật đang nói chuyện với nhau. Có một tấm bảng chú thích với câu nói do nhà thơ Isaac de Benserade viết bên cạnh mỗi đài phun nước. Perrault đã xuất bản cuốn sách hướng dẫn về mê cung, Labyrinte de Versailles, in tại nhà báo hoàng gia Pháp năm 1677, Sebastien le Clerc vẽ minh họa.

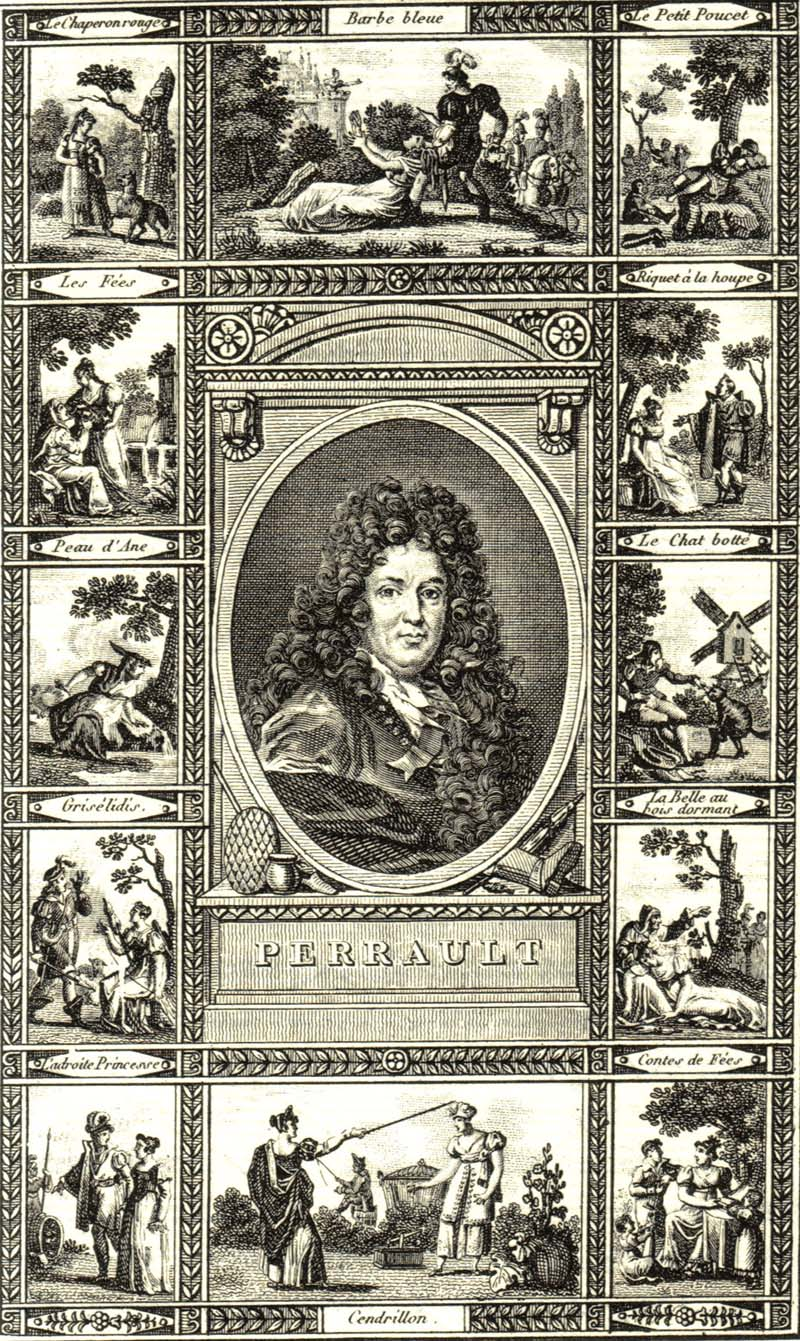
Perrault trên một bìa sách được khắc vào đầu thế kỷ 19

Năm 1671, Perrault được bầu vào Viện hàn lâm Pháp. Ông còn tham gia vào việc thành lập Học viện Khoa học cũng như khôi phục lại Học viện Hội họa. Ông còn là cha đỡ đầu cho một người con gái của họa sĩ Samuel Massé, thành viên của Học viện Hội họa và Điêu khắc.
Năm 1672, ở tuổi 44, ông kết hôn với bà Marie Guichon khi bà được 19 tuổi, cả hai có 4 người con, bà mất năm 1678.
Philippe Quinault, một người bạn lâu năm trong gia đình của Perraults, nhanh chóng nổi tiếng với tư cách là người viết lời cho thể loại âm nhạc mới gọi là opera, hợp tác với nhà soạn nhạc Jean-Baptiste Lully. Sau khi Alceste (1674) bị những người theo chủ nghĩa truyền thống tố cáo và đả kích do nó đi chệch hướng khỏi sân khấu cổ điển, Perrault đã viết Critique de l'Opéra (1674) để đáp trả, trong đó ông ca ngợi những cái hay của Alceste đối với bi kịch cùng tên của Euripides.
Luận thuyết về Alceste đã khởi xướng Tranh cãi giữa Cổ xưa và Hiện đại (Querelle des Anciens et des Modernes), mô tả cuộc đọ sức giữa những người ủng hộ văn học Cổ xưa ("Xưa") và những người ủng hộ văn học từ thế kỷ của Louis XIV ("Hiện đại"). Ông đã đứng về phe Hiện đại và viết Le Siècle de Louis le Grand (Thế kỷ của Louis Đại đế, 1687) và Parallèle des Anciens et des Modernes (Tương đồng giữa Cổ đại và Hiện đại, 1688–1692), ông cố gắng chứng minh tính ưu việt của nền văn học trong thế kỷ của mình. Le Siècle de Louis le Grand được viết để kỷ niệm sự hồi phục của vua Louis XIV sau một ca phẫu thuật nguy hiểm đến tính mạng. Perrault lập luận rằng nhờ sự cai trị khai sáng của vua Louis, thời đại hiện nay vượt trội hơn hẳn so với thời xưa. Ông cũng tuyên bố rằng ngay cả văn học Pháp hiện đại cũng vượt trội hơn các tác phẩm thời xưa, và xét cho cùng thậm chí Homer cũng phải gật đầu.
Năm 1682, Colbert buộc Perrault nghỉ hưu ở tuổi 56, giao lại nhiệm vụ cho con trai riêng là Jules-Armand, hầu tước d'Ormoy. Colbert qua đời một năm sau đó và Perrault không còn nhận khoản trợ cấp với tư cách là một nhà văn nữa. Đối thủ của Colbert là François-Michel le Tellier, Hầu tước Louvois, đã kế vị ông và nhanh chóng loại trừ Perrault.
Năm 1686, Perrault quyết định viết thơ sử thi và để thể hiện lòng sùng mộ thực sự của mình đối với Cơ đốc giáo, ông đã viết Saint Paulin, évêque de Nôle ( St. Paulinus, Giám mục Nola, về Paulinus xứ Nola). Cũng giống như La Pucelle, ou la France délivrée của Jean Chapelain, một bài thơ sử thi về Jeanne d'Arc, Perrault trở thành mục tiêu chế nhạo của Nicolas Boileau-Despréaux.
Năm 1703, Charles Perrault qua đời tại Paris ở tuổi 75. Ngày 12 tháng 1 năm 2016, Google đã vinh danh ông bằng doodle của nghệ sĩ Sophie Diao mô tả các nhân vật trong Tales of Mother Goose (Histoires ou contes du temps passé - Những câu chuyện về quá khứ).

## Truyện cổ tích

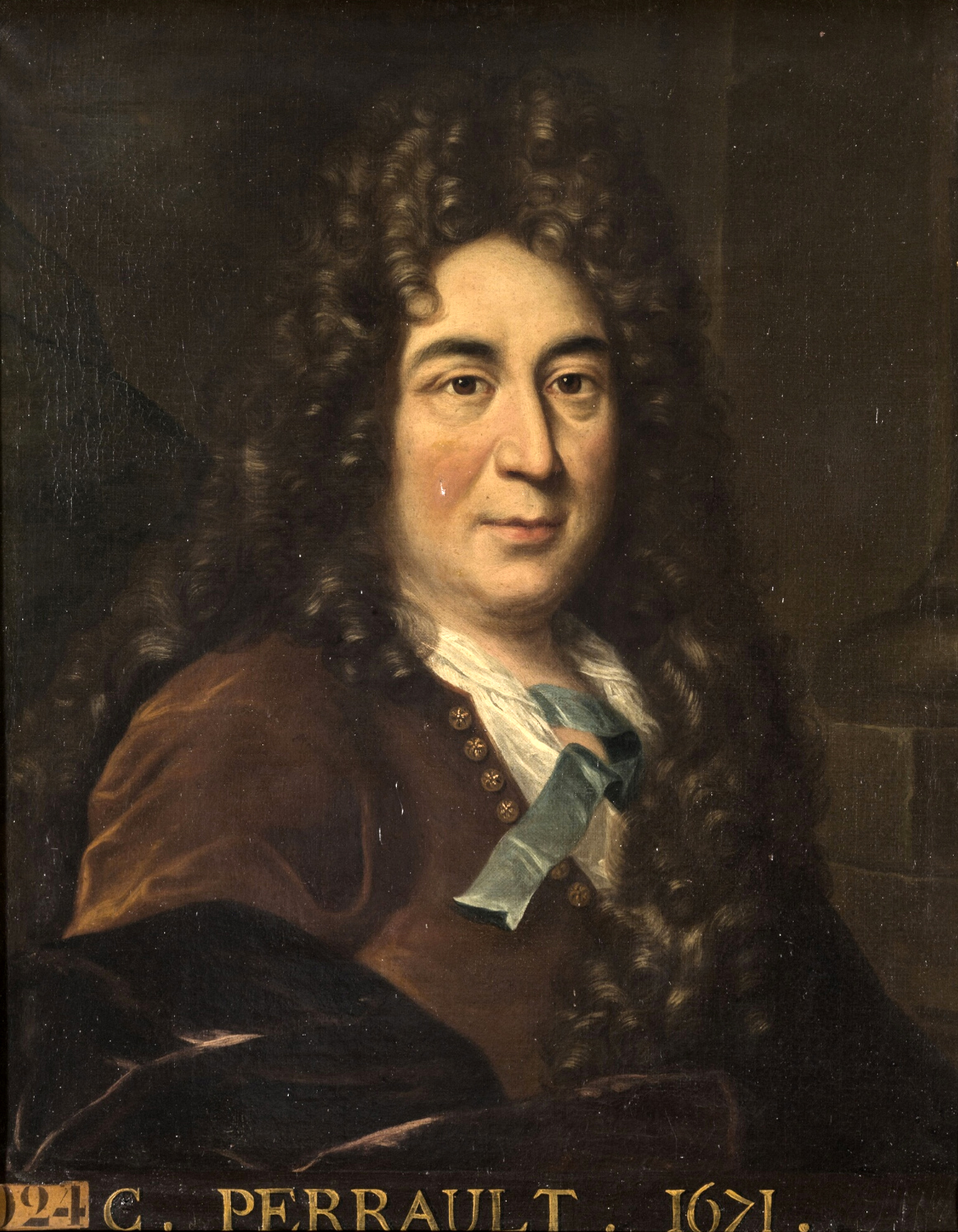
Chân dung Charles Perrault, khoảng năm 1685-1700 (ngày 1671 xuất hiện trong bức chân dung, tương ứng với cuộc bầu cử của ông tại Viện hàn lâm Pháp)

Năm 1695, khi 67 tuổi, Perrault mất chức thư ký và quyết định cống hiến hết mình cho trẻ em.
Năm 1697, ông xuất bản Tales and Stories of the Past with Morals (Histoires ou Contes du Temps passé), với phụ đề Chuyện kể mẹ ngỗng (Les Contes de ma Mère l'Oye). (Cách viết của tên là "y" mặc dù tiếng Pháp hiện đại chỉ sử dụng "i".) "Mẹ Ngỗng" này chưa bao giờ được xác định là một người, nhưng được dùng để nói về truyền thống kể chuyện bình dân và nông thôn trong các câu tục ngữ thời bấy giờ. (Nguồn: Dictionnaire de l'Académie, 1694, Nathalie Froloff trích dẫn trong ấn bản Tales của bà) (Gallimard, Folio, Paris, 1999.- tr. 10). Những câu chuyện này, dựa trên truyền thống của châu Âu và thường được dịch từ bản gốc của Anh em nhà Grimm, đã trở nên rất phổ biến ở Pháp. Trong tất cả các tác phẩm văn học dồi dào của ông ở dạng thơ và văn xuôi (thơ, sử thi, tiểu luận, v.v.), những câu chuyện nhỏ dành cho trẻ em này là tác phẩm duy nhất còn được đọc cho đến ngày nay, và ông thường được coi là người sáng lập ra thể loại truyện cổ tích hiện đại. Đương nhiên, tác phẩm của ông phản ánh nhận thức về những câu chuyện cổ tích trước đó, đặc biệt nhất là củaMarie-Catherine Le Jumel de Barneville, Nam tước d'Aulnoy, người đã đặt ra cụm từ "truyện cổ tích" và viết truyện vào đầu năm 1690.
Một số câu chuyện nổi tiếng của ông ấy, đặc biệt là Cô bé Lọ Lem và Người đẹp ngủ trong rừng, vẫn thường được kể lại theo cách tương tự như Perrault từng viết, trong khi những tác phẩm khác đã được chỉnh sửa nhiều năm sau đó. Ví dụ, một số phiên bản của Người đẹp ngủ trong rừng ngày nay có một phần dựa trên câu chuyện "Little Briar Rose" của Anh em nhà Grimm, một phiên bản chỉnh sửa lại từ câu chuyện gốc của Perrault.

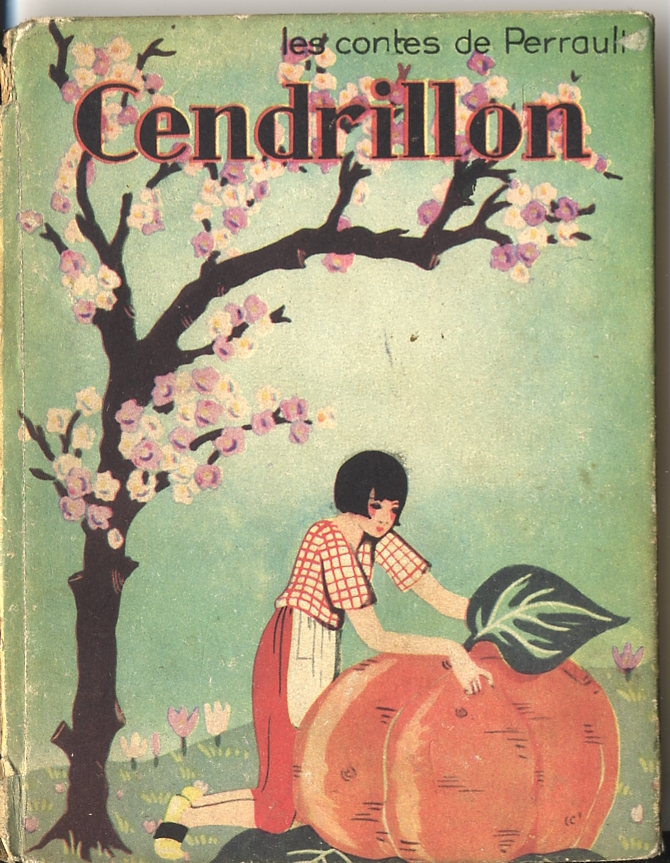
Tranh minh họa Cendrillon (Cô bé Lọ Lem).

Perrault đã viết Cô bé quàng khăn đỏ như một lời cảnh báo cho độc giả về việc những kẻ lạ mặt rình rập những cô gái trẻ đi bộ trong rừng. Ông kết thúc câu chuyện cổ tích với một đạo lý, cảnh báo phụ nữ và các cô gái trẻ về sự nguy hiểm của việc tin tưởng đàn ông. Ông nói, "Hãy cẩn thận nếu bạn chưa học rằng sói đã thuần hóa/là loài nguy hiểm nhất". Perrault cảnh báo độc giả về sự thao túng và vẻ ngoài giả tạo của một số người đàn ông: "Tôi nói Sói, vì tất cả loài sói không cùng một loại; có một loại với tính cách dễ chịu - không ồn ào, không thù hận, cũng không tức giận, nhưng thuần phục, chiều ý và nhẹ nhàng, đi theo những cô gái trẻ trên đường phố, thậm chí vào nhà của họ. Chao ôi! Ai mà không biết rằng những con sói lịch thiệp này là những sinh vật nguy hiểm nhất trong số những sinh vật như vậy!". Thật vậy, trong phiên bản của Perrault, cô gái lên giường và bị con sói nuốt chửng, thiếu kết thúc có hậu như hầu hết các phiên bản hiện tại của câu chuyện.
Ông đã thực sự xuất bản bộ sưu tập dưới tên của người con trai cuối cùng là Pierre (Perrault) Darmancourt sinh năm 1678 ("Armancourt" là tên của một khu đất mà ông mua), có lẽ do sợ những lời chỉ trích từ "Người xưa". Trong các câu chuyện, ông sử dụng những hình ảnh xung quanh, chẳng hạn như Chateau Ussé cho Người đẹp ngủ trong rừng, và Hầu tước của Château d'Oiron cho Hầu tước de Carabas trong Mèo đi hia. Ông đã tô điểm chủ đề câu chuyện dân gian của mình bằng các chi tiết, mặt trái và ẩn ý rút ra từ thế giới thời trang. Tiếp nối những câu chuyện này, ông đã dịch Fabulae Centum (100 ngụ ngôn) của nhà thơ Latinh Gabriele Faerno sang tiếng Pháp năm 1699.

## Ấn phẩm
- 1653 : Les Murs de Troie ou l'origine du Burlesque
- 1659 : Portrait d'Iris
- 1660 : Ode sur la paix
- 1663 : Ode sur le mariage du Roi
- 1668 : Dialogue de l'amour et de l'amitié, Discours sur l'acquisition de Dunkerque par le Roi
- 1669 : Le Parnasse poussé à bout
- 1674 : Courses de têtes et de blagues faites par le Roi et par les Princes et Seigneurs, Critique de l'Opéra
- 1679 : Harangue faite au roi après la prise de Cambrai
- 1683 : Épître chrétienne sur la pénitence
- 1685 : Ode aux nouveaux convertis
- 1686 : Saint-Paulin, évêque de Nole
- 1687 : Le Siècle de Louis le Grand
- 1688 : Ode de sur la prise de Philisbourg, Parallèle des Anciens et des Modernes en ce qui regarde les Arts et la Science
- 1691 : Au Roi, sur la prise de Mons
- 1692 : La Création du Monde
- 1693 : Ode du Roi, Dialogue d'Hector et d'Andromaque
- 1694 : L'Apologie des Femmes, Le Triomphe de sainte Geneviève, L'idylle à Monsieur de la Quintinie
- Từ 1696 đến 1700 : Les Hommes illustres qui ont paru en France...
- 1697 : Histoires ou contes du temps passé (hoặc Conte de ma mère l'Oye - Truyện cổ  tích Mẹ Ngỗng), Adam ou la création de l'homme
- 1698 : Portrait de Bossuet
- 1699 : Bản dịch của Fables de Faërne (Gabriele Faerno)
- 1701 : Ode au Roi Philippe V, allant en Espagne
- 1702 : Ode pour le roi de Suède
- 1703 : Le Faux Bel Esprit
- 1755 : Mémoire de ma vie (sau khi mất)
- 1868 : L'Oublieux (sau khi mất), Les Fontanges (sau khi mất)

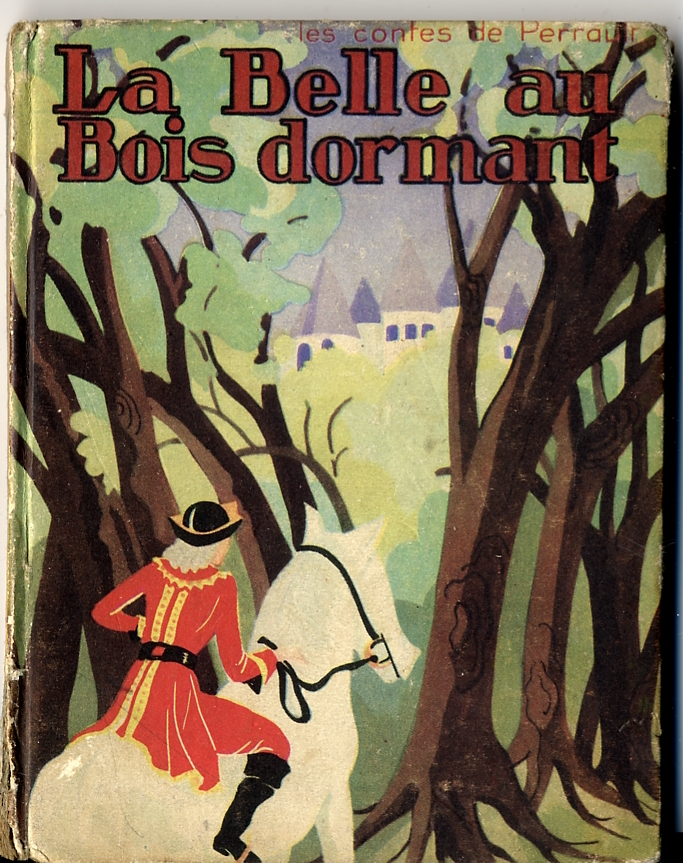
Tranh minh họa La Belle au Bois dormant (Người đẹp ngủ trong rừng).

### Các tác phẩm khác
- Poème de la peinture
- Parallèles des Anciens et des Modernes en ce qui Regarde les Arts et les Sciences, 4 phần (Paris:  Coignard, 1688-96).

## Tham khảo

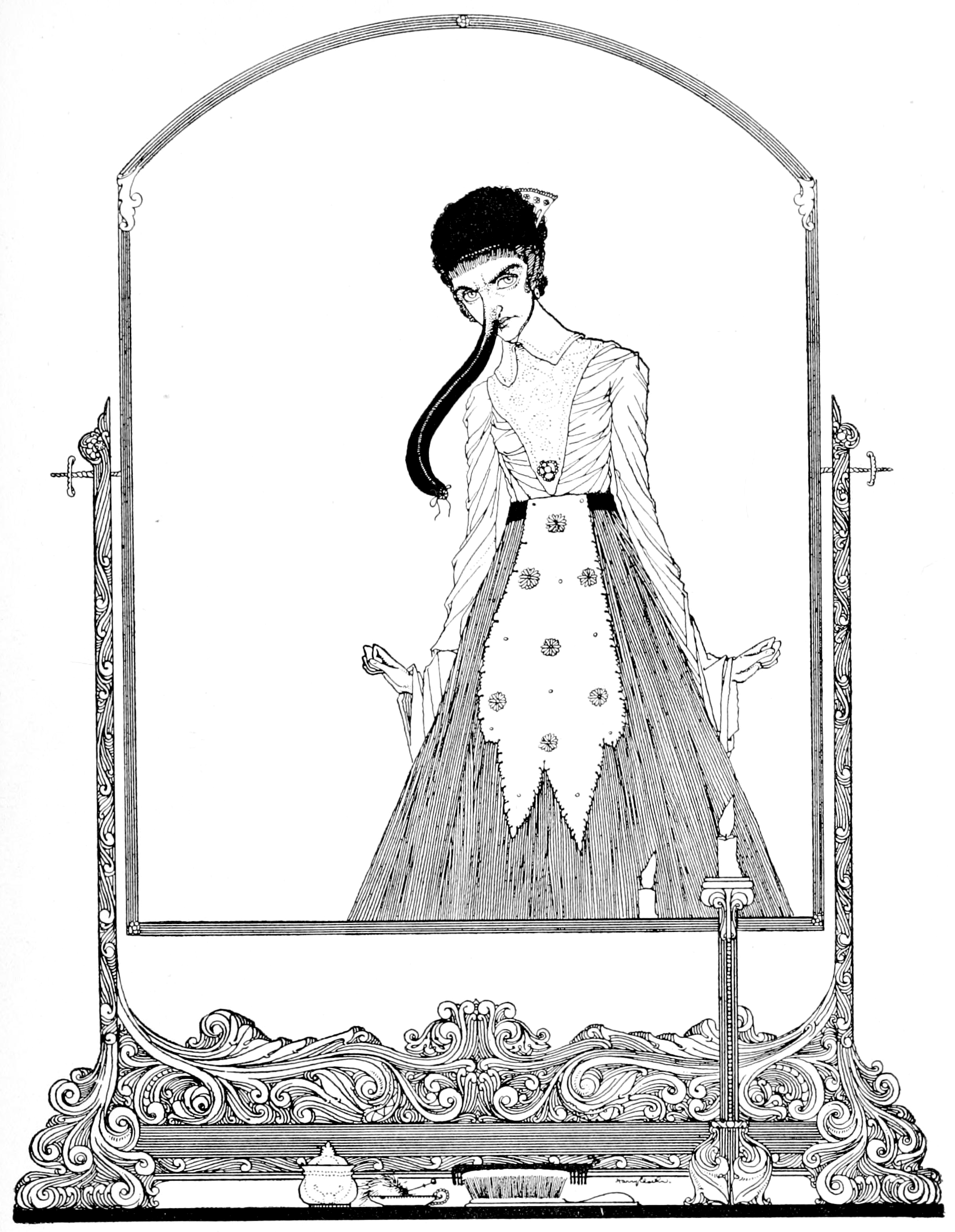
Trang 133, minh họa từ Fairy tales of Charles Perrault